# Johann von Mundy

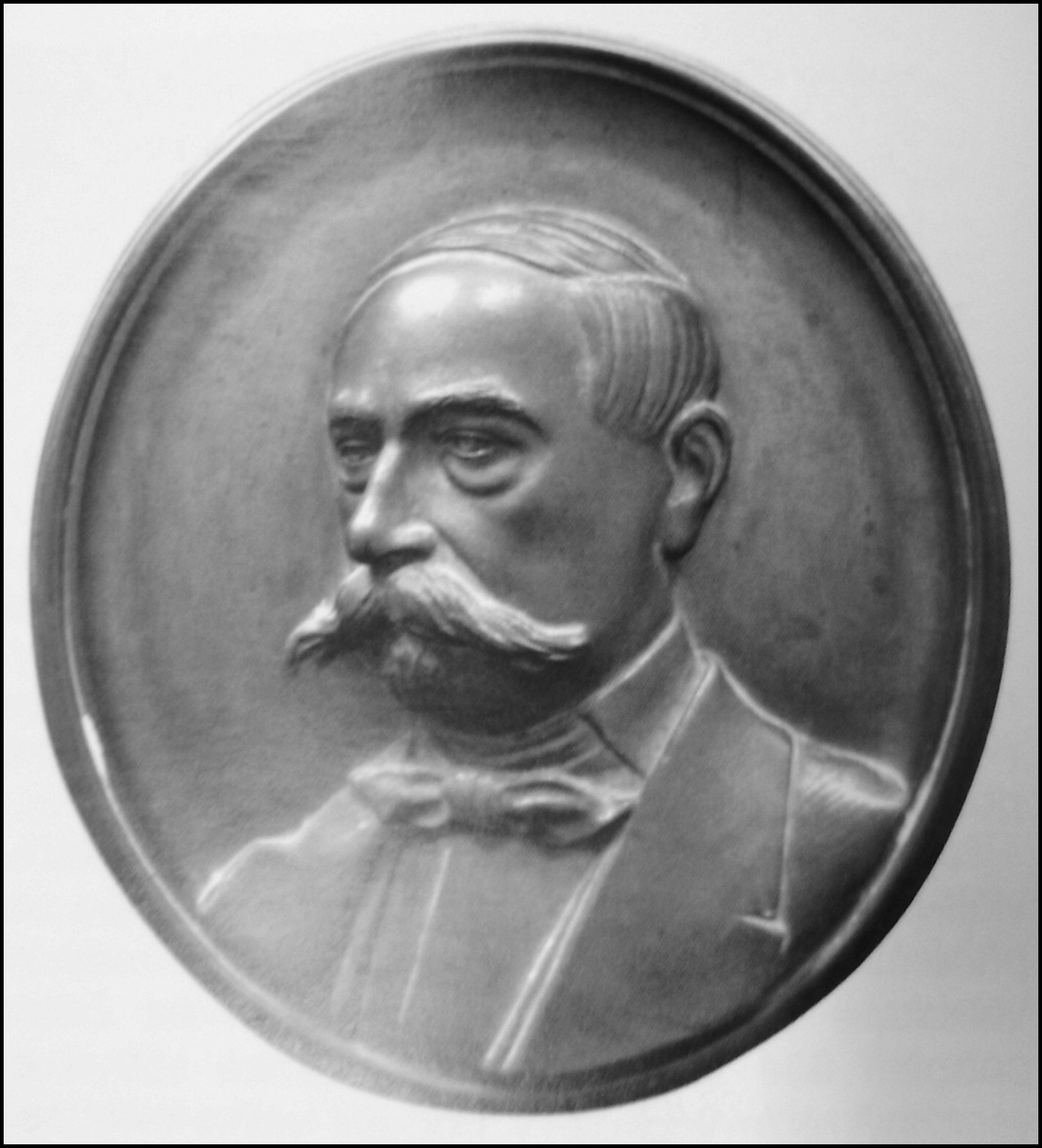
Johann Freiherr von Mundy

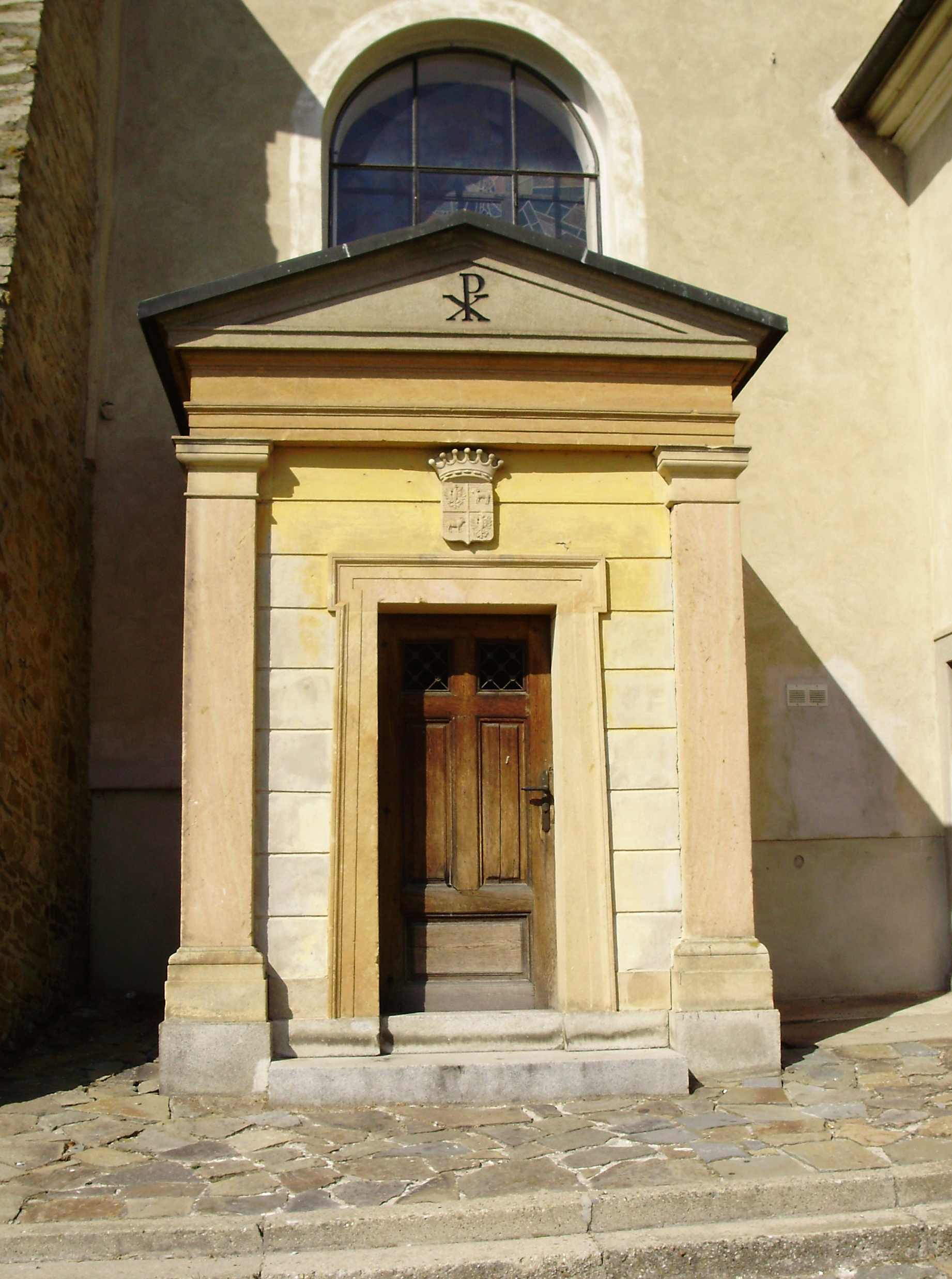
Familiengruft an der Laurentiuskirche in Drnovice

Johann Freiherr von Mundy, tschechisch Jan Mundy (* 28. Oktober 1798 in Brünn; † 9. März 1872 in Wien) war ein österreichischer Textilmagnat und Großgrundbesitzer.

## Leben

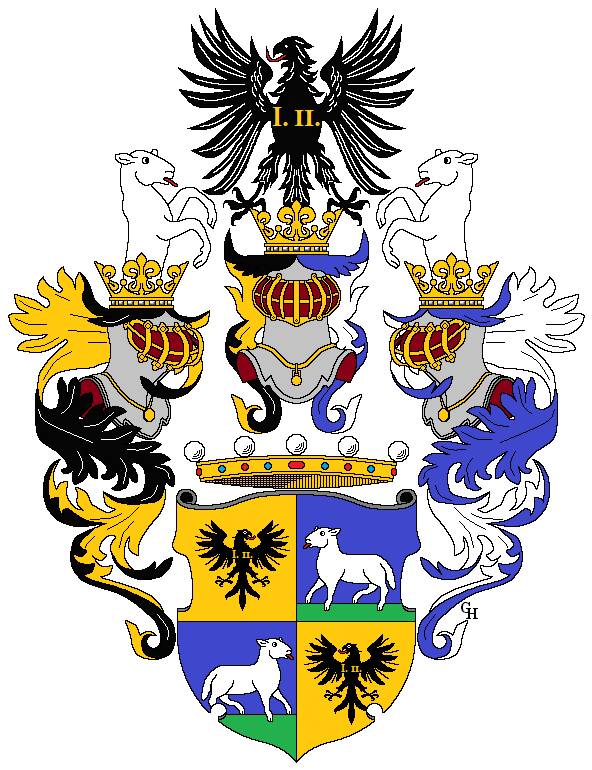
Wappen der Freiherren von Mundy, verliehen 1789 an Wilhelm von Mundy

Johann von Mundy war der einzige Sohn des aus der Eifel stammenden Textilfabrikanten Wilhelm Mundy, der in Mähren zu großem Reichtum gelangt und 1789 in den Freiherrenstand erhoben worden war. 
1805 erbte der noch Minderjährige ein Vermögen von anderthalb Millionen Gulden, darunter die Herrschaften Drnovice, Račice, Hvozdec, Říčany, Porta Coeli und Veveří sowie drei Tuchfabriken in Brünn,  Předklášteří und Teschen mit insgesamt 2000 Beschäftigten. Die Fabrik in Teschen wurde wenig später wieder aufgegeben.
Nach der Heirat mit Isabelle Gräfin Kálnoky von Kőröspatak zog Mundy auf die Burg Veveří. Dort kamen seine fünf Kinder Bohuslav, Isabela, Jan, Jindřich und Jaromír zur Welt.
1821 verkaufte Mundy die Herrschaft Porta Coeli für 200.000 Gulden an Friedrich Freiherr von Vittinghoff gen. Schell zu Schellenberg (1786–1849). Johann von Mundy ließ nach 1830 das Schloss Račice im Empirestil umbauen. Für die Errichtung einer Zuckerfabrik auf seinen Gütern am Stadtrand von Wischau konnte Mundy den Schwerindustriellen Theodor Offermann gewinnen, der zum Hauptgesellschafter der Drnowitzer Zuckerfabrik Offermann & Co. wurde.
Mundy verstarb in Wien, seine letzte Ruhestätte fand er in der Familiengruft an der Laurentiuskirche in Drnovice.